# Lijst van rivieren in Californië

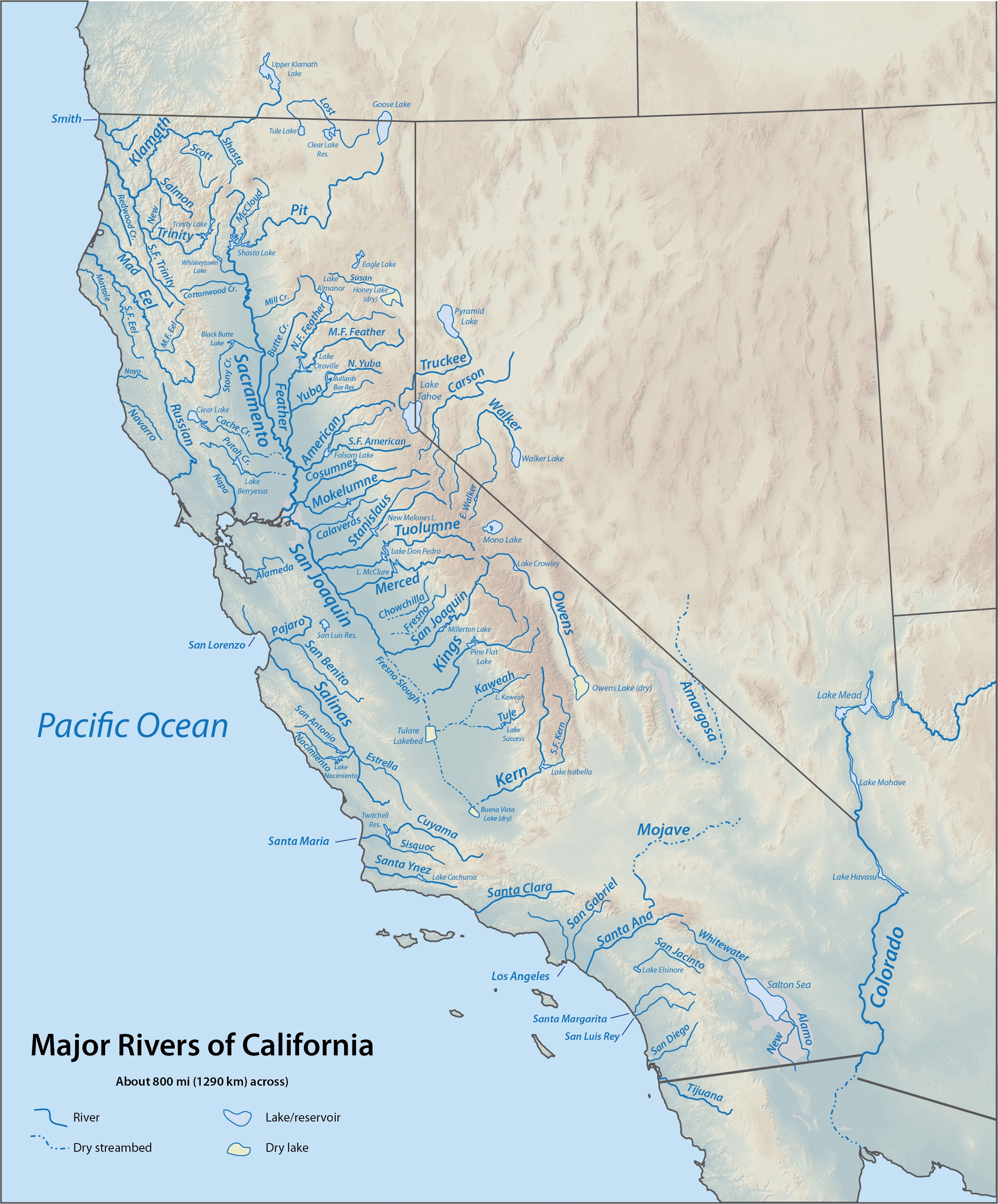
Kaart met daarop de belangrijkste rivieren en meren van Californië.

Dit is een lijst van de rivieren in de Amerikaanse staat Californië, gegroepeerd per regio.

## Noordkust
Waterlopen die uitkomen in de Grote of Stille Oceaan tussen de Baai van San Francisco en de grens met Oregon. De waterlopen zijn gesorteerd van noord naar zuid. De zijrivieren zijn gesorteerd op de volgende manier: zij die het dichtst bij de zee in de hoofdrivier uitmonden, staan steeds eerst.

### Ten noorden van de Humboldt Bay

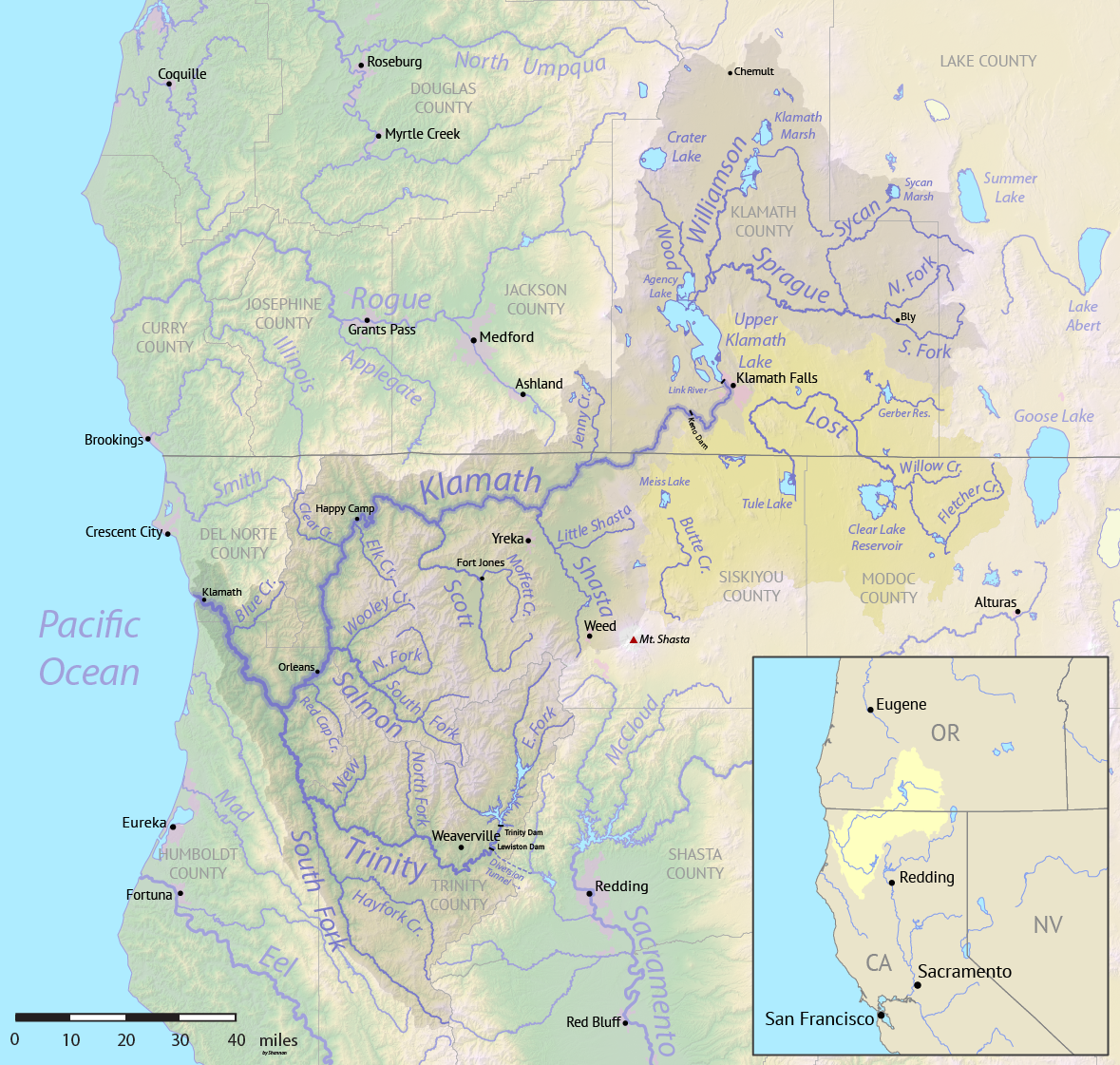
Stroomgebied van de Klamath in Californië en Oregon.

Deze waterlopen monden uit tussen de Humboldt Bay en de staatsgrens:
- Smith River
  - South Fork Smith River
  - North Fork Smith River
  - Middle Fork Smith River
  - Rowdy Creek
- Klamath River
  - Terwer Creek
  - Blue Creek
  - Pecwan Creek
  - Trinity River
    - South Fork Trinity River
      - Grouse Creek
      - Hayfork Creek
      - East Branch South Fork Trinity River

    - North Fork Trinity River
    - New River
    - Stuart Fork

  - Copper Creek
  - Boise Creek
  - Salmon River
  - Scott River
    - Canyon Creek
    - Snicktaw Creek
    - Shackleford Creek

  - Shasta River
    - Parks Creek
    - Big Springs Creek

  - Lost River
- Redwood Creek
  - Prairie Creek
- Little River
- Mad River
  - Maple Creek

### Humboldt Bay
Deze waterlopen monden - van noord naar zuid - uit in de Humboldt-baai:
- Jacoby Creek
- Eureka Slough
  - Freshwater Slough
    - Freshwater Creek
- Elk River
- Salmon Creek

### Ten zuiden van de Humboldt Bay

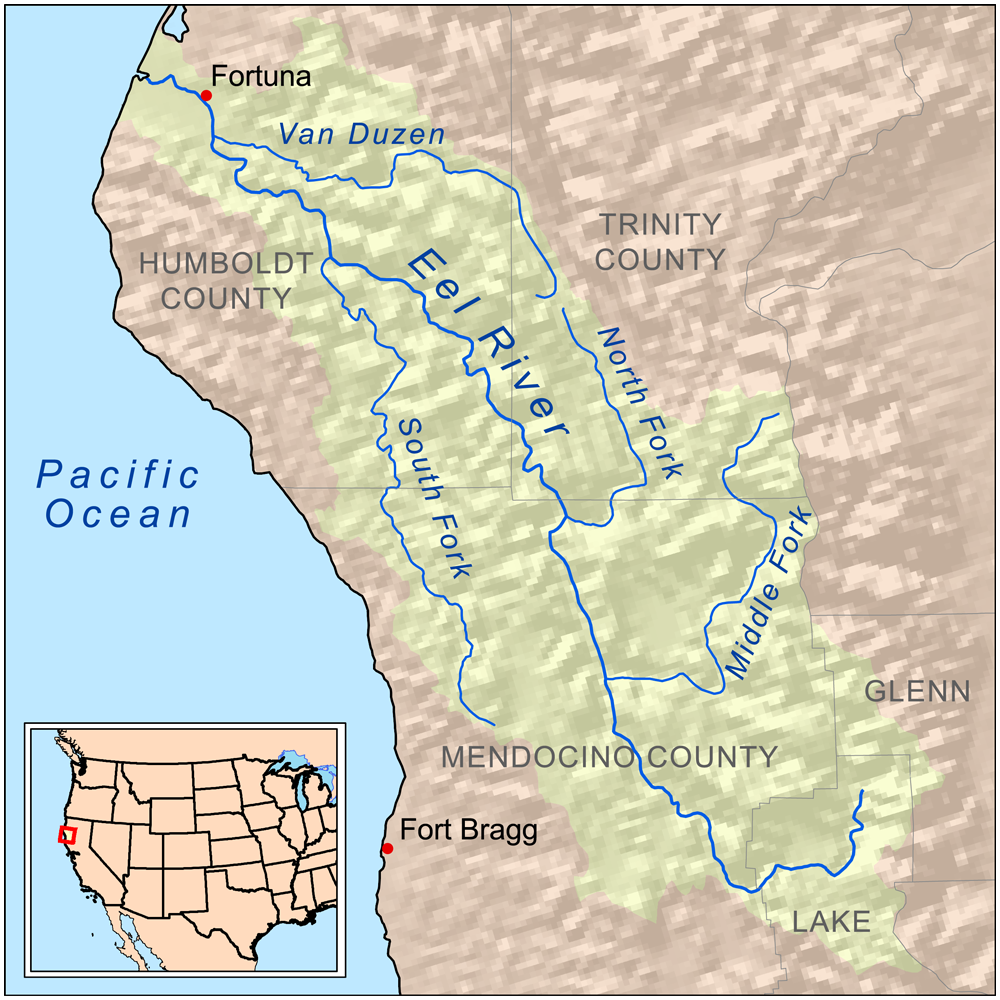
Stroomgebied van de Eel River.

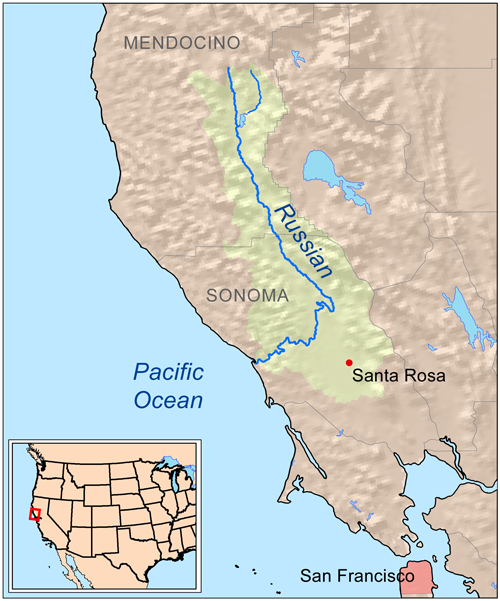
Stroomgebied van de Russian River, ten noorden van de San Francisco Bay Area.

Deze waterlopen monden uit in de oceaan ten zuiden van de Humboldt-baai en ten noorden van de Golden Gate. Rivieren die uitmonden in de Baai van San Francisco, worden apart behandeld.
- Eel River
  - South Fork Eel River
    - Bull Creek
    - East Branch South Fork Eel River
    - Cedar Creek
    - Tenmile Creek

  - North Fork Eel River
  - Middle Fork Eel River
    - North Fork Middle Fork Eel River
    - Thatcher Creek
    - Black Butte River
    - Rice Fork

  - Van Duzen River
    - Yager Creek

  - Salt River
- Bear River
- Mattole River
  - North Fork Mattole River
  - Upper North Fork Mattole River
- Usal Creek
- Ten Mile River
- Noyo River
- Big River
- Little River (Mendocino County)
- Albion River
- Big Salmon Creek
  - Little Salmon Creek
- Navarro River
  - Rancheria Creek
  - Anderson Creek
- Garcia River
- Gualala River
  - Wheatfield Fork
- Russian River
  - East Fork Russian River

## Baai van San Francisco
Deze waterlopen monden uit in de Baai van San Francisco. De rivieren zijn in klokwijzerzin gegroepeerd volgens de (zij)baai of hoofdrivier waar ze in uitmonden.

### San Pablo Bay
- Petaluma River
- Sonoma Creek
- Napa River
  - Carneros Creek

### Sacramento River
- Sacramento River
  - Cache Slough
    - Steamboat Slough
    - Miner Slough
    - Lindsey Slough
    - Lookout Slough
    - Ulatis Creek
      - Horse Creek

  - Putah Creek
  - American River
    - North Fork American River
      - Middle Fork American River

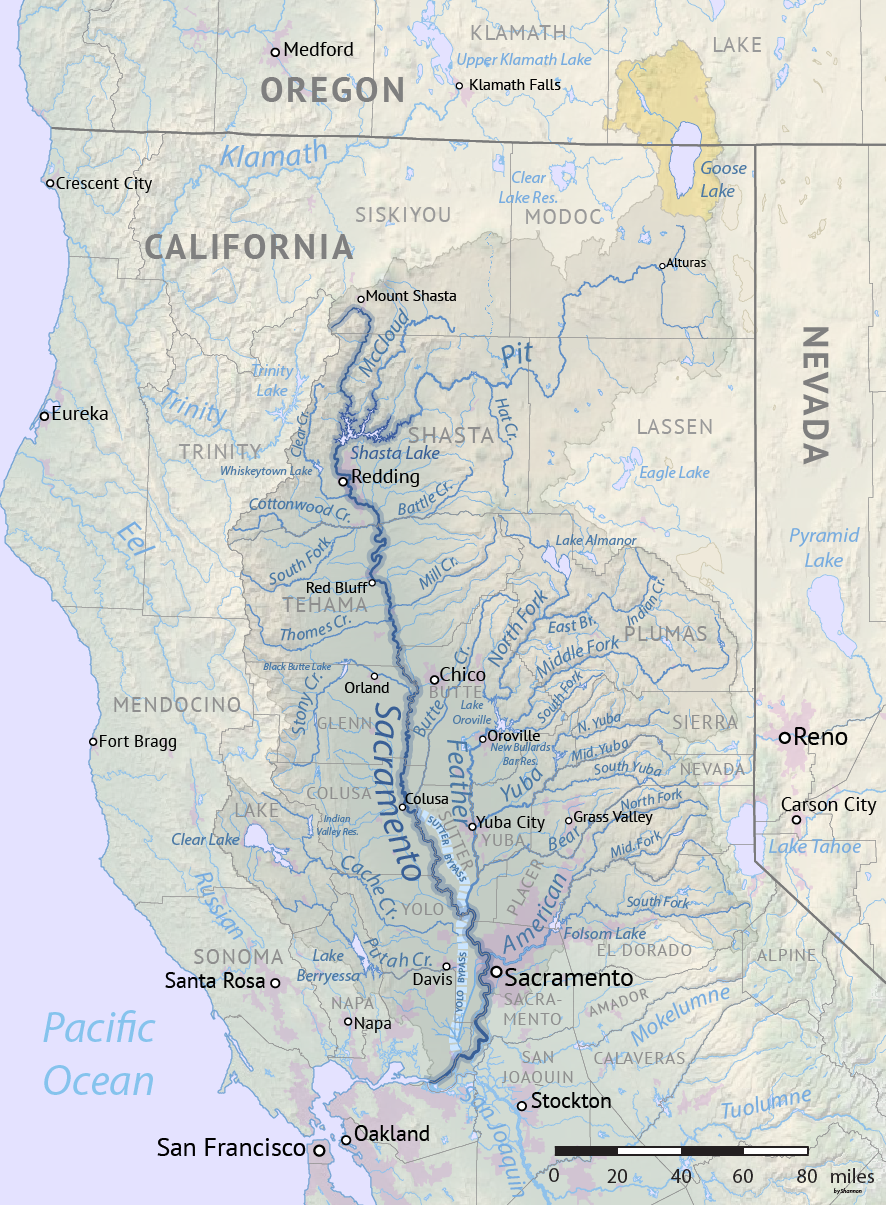
Stroomgebied van de Sacramento.

        - North Fork of the Middle Fork American River
        - Rubicon River
          - Gerle Creek

      - Bunch Creek
      - Shirttail Creek

    - South Fork American River
      - Slab Creek
      - Silver Creek

  - Dry Creek
  - Cache Creek
    - Bear Creek
    - Forbes Creek

  - Feather River
    - Bear River
    - Yuba River
      - South Yuba River
        - Canyon Creek
        - Fordyce Creek

      - North Yuba River
        - Slate Creek
        - Canyon Creek
        - Downieville River
          - Pauley Creek
          - Lavazolla Creek

      - Middle Yuba River
        - Fall River

    - North Fork Feather River
      - West Branch Feather River
        - Big Kimshew Creek

      - East Branch North Fork Feather River
        - Indian Creek
          - Last Chance Creek
            - Red Clover Creek

        - Spanish Creek

    - Middle Fork Feather River
      - Fall River

    - South Fork Feather River

  - Butte Creek
    - Little Chico Creek

  - Stony Creek
  - Big Chico Creek
  - Deer Creek
  - Mill Creek
  - Dye Creek
  - Payne's Creek
  - Battle Creek
  - Cottonwood Creek
  - Cow Creek
  - Clear Creek
  - Rock Creek
  - Spring Creek
    - Slickrock Creek
    - Boulder Creek

  - Flat Creek
  - Pit River
    - McCloud River
    - Burney Creek
    - Hat Creek
    - Fall River

### San Joaquin River
- San Joaquin River
  - Marsh Creek
  - Mokelumne River
    - Cosumnes River
    - Dry Creek
      - Jackson Creek
      - Sutter Creek

    - Bear River

  - Calaveras River
  - Stanislaus River
    - South Fork Stanislaus River
    - Rose Creek
    - Middle Fork Stanislaus River

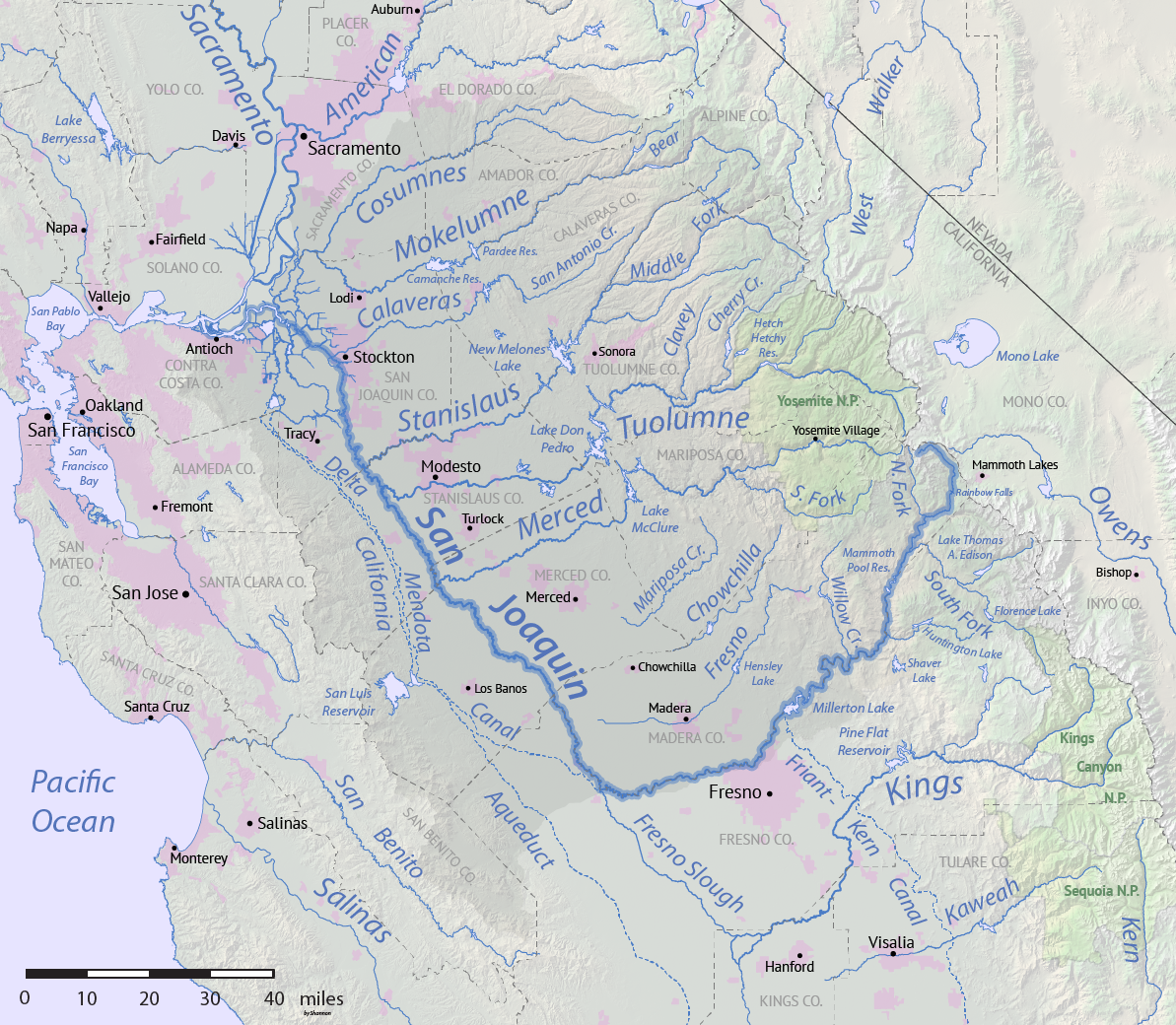
Bekken van de San Joaquin River.

      - Clark Fork Middle Fork Stanislaus River

    - North Fork Stanislaus River
      - Griswold Creek
      - Beaver Creek

  - Hospital Creek
  - Ingram Creek
  - Tuolumne River
    - Dry Creek
    - Clavey River
    - South Fork Tuolumne River
      - Middle Fork Tuolumne River
        - Cottonwood Creek

    - Cherry Creek
    - Falls Creek
      - Branigan Creek

    - Tiltill Creek
    - Rancheria Creek
      - Breeze Creek

    - Piute Creek
    - Register Creek
    - Ten Lakes Basin Creek
    - Cathedral Creek
      - South Fork Cathedral Creek

    - Conness Creek
      - Alkali Creek

    - Dingley Creek
    - Delaney Creek
    - Budd Creek
    - Unicorn Creek
    - Dana Fork Tuolumne River
      - Gaylor Creek
      - Parker Pass Creek
        - Mono Pass Creek

    - Lyell Fork Tuolumne River
      - Rafferty Creek
        - Evelyn Lake Creek

      - Ireland Creek
      - Kuna Creek

  - Del Puerto Creek
  - Orestimba Creek
  - Merced River
    - Bear Creek
    - Dry Creek
    - North Fork Merced River
    - South Fork Merced River
      - Alder Creek
      - Bishop Creek
        - Elevenmile Creek
          - Rail Creek

    - Bridalveil Creek
    - Yosemite Creek
    - Tenaya Creek
      - Snow Creek

    - Illilouette Creek
    - Fletcher Creek
      - Lewis Creek
        - Florence Creek

    - Red Peak Fork
      - Red Devil Creek

    - Lyell Fork
      - Hutching Creek

    - Merced Peak Fork
    - Triple Peak Fork
      - Foerster Creek

  - Mud Slough
    - Los Banos Creek
      - Garzas Creek
      - San Luis Creek

  - Chowchilla River
  - Fresno River
  - Fresno Slough (van de North Fork Kings River bij vloed)
  - Big Creek
  - North Fork San Joaquin River
  - Middle Fork San Joaquin River
    - Minaret Creek

  - South Fork San Joaquin River

### Tulare-bekken

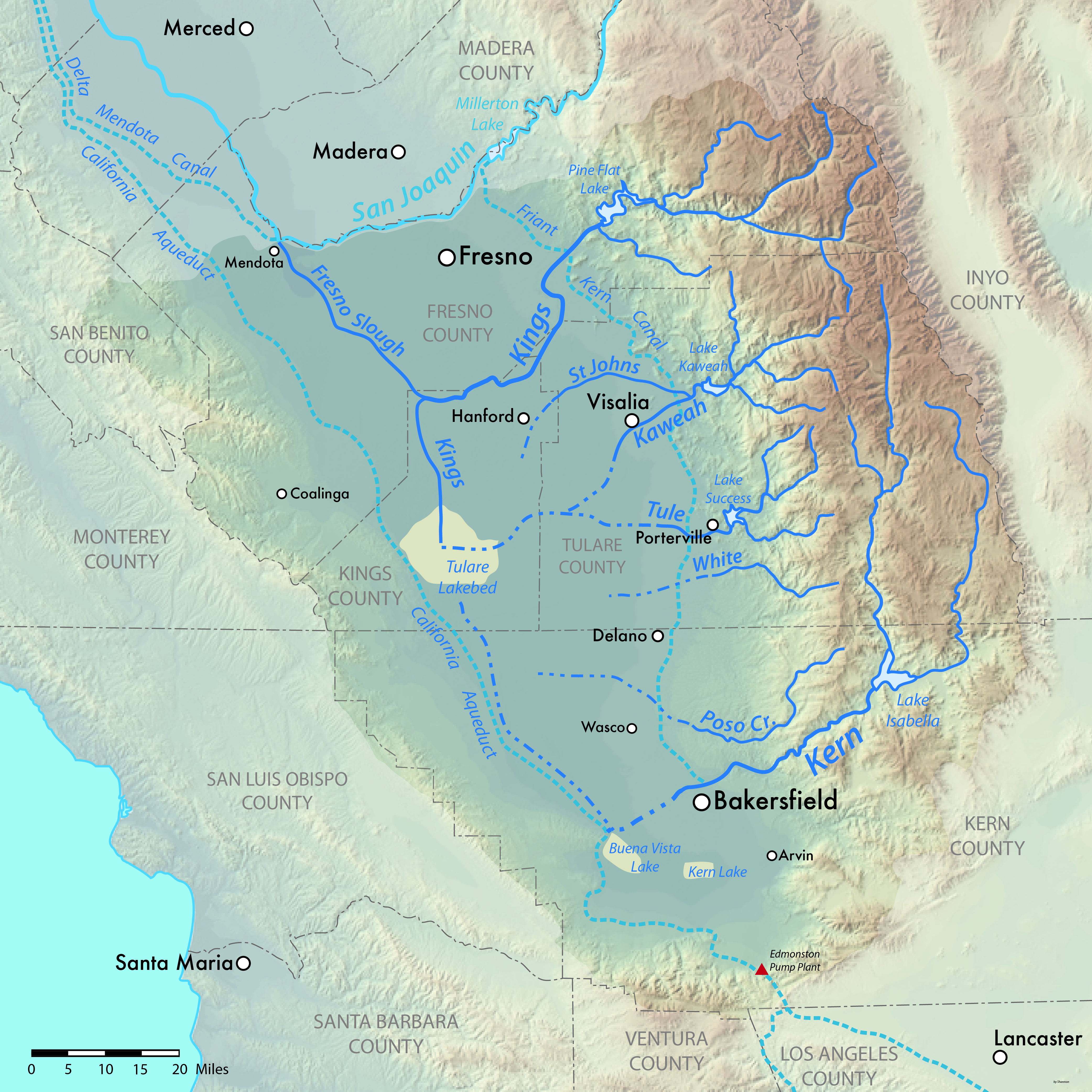
Kaart van het Tulare-bekken.

Het Tulare-bekken (Engels: Tulare Basin) is meestal een endoreïsch bekken. Uiteindelijk lopen alle waterlopen in dit bekken naar het Tulare Lake. Tijdens jaren met veel smeltwater zou het bekken overlopen in de San Joaquin River.
- Kings River vertakt in North Fork, South Fork en Clark's Fork voor ze terug samenkomen in Tulare Lake.
  - Los Gatos Creek (vroeger een zijrivier van het North Fork)
  - North Fork Kings River
    - Dinkey Creek
    - Post Corral Creek
    - Helms Creek
      - Dusy Creek

  - Middle Fork Kings River
    - Blue Canyon Creek
    - Lost Canyon Creek
    - Kennedy Creek
    - Dougherty Creek
    - Goddard Creek
    - Cartridge Creek

  - South Fork Kings River
    - Roaring River
      - Sugarloaf Creek
        - Ferguson Creek

    - Bubbs Creek
    - Gardiner Creek
    - Woods Creek
    - Arrow Creek
- Kaweah River
  - Lime Kiln Creek
  - South Fork Kaweah River
  - North Fork Kaweah River
  - East Fork Kaweah River
  - Middle Fork Kaweah River
    - Marble Fork Kaweah River
    - Paradise Creek
- Tule River
  - South Fork Tule River
  - North Fork Tule River
  - Middle Fork Tule River
    - North Fork Middle Fork Tule River
- White River
- Poso Creek
- Kern River
  - North Fork Kern River
    - Cannell Creek
    - Salmon Creek
    - Tobias Creek
    - Brush Creek
    - South Creek
    - Dry Meadow Creek
    - Peppermint Creek
    - Durrwood Creek

  - South Fork Kern River
    - Taylor Creek
    - Manter Creek
    - Trout Creek
    - Fish Creek
    - Lost Creek

### Overige
Kloksgewijs rond de Baai van San Francisco:
- Pinole Creek
- San Leandro Creek
- San Lorenzo Creek
- Alameda Creek
- Coyote Creek
- Guadalupe River
- Stevens Creek
- San Francisquito Creek
- Redwood Creek (San Mateo County)
- San Mateo Creek

## Central Coast
Onderstaande waterlopen monden uit tussen de Golden Gate in het noorden en Point Arguello in het zuiden:
- San Gregorio Creek
- Pescadero Creek
  - Butano Creek
    - Little Butano Creek
    - South Fork Butano Creek
    - North Fork Butano Creek

  - Honsinger Creek
  - Peters Creek
  - Fall Creek
  - Waterman Creek
- San Vicente Creek (Santa Cruz County)
- San Lorenzo River
  - Carbonera Creek
  - Zayante Creek
    - Bean Creek
- Pajaro River
  - San Benito River
    - Clear Creek

  - Tres Piños Creek
- Elkhorn Slough
  - Carneros Creek
- Salinas River
  - Arroyo Seco
  - San Antonio River
  - Nacimiento River
  - Estrella River
- Carmel River
- Malpaso Creek
- Little Sur River
- Big Sur River
  - Pfeiffer-Redwood Creek
- McWay Creek
- Morro Creek
- Los Osos Creek
- San Luis Obispo Creek
- Santa Maria River
  - Cuyama River
  - Sisquoc River
- San Antonio Creek
- Santa Ynez River

## Zuidkust
Deze waterlopen monden uit in de Grote Oceaan ten zuidoosten van Point Arguello:
- Goleta Slough
  - Carneros Creek
  - Atascadero Creek
- Montecito Creek
  - Cold Springs Creek
    - East Fork Cold Springs Creek
    - West Fork Cold Springs Creek
- Oak Creek
- San Ysidro Creek
- Romero Creek
  - Picay Creek
- Toro Canyon Creek
  - Garapata Creek
  - Buell Reservoir Creek
- Arroyo Paredon
- Santa Monica Creek
  - Franklin Creek
- Carpinteria Creek
  - Gobernador Creek
    - Eldorado Creek
    - Steer Creek

  - Carpinteria Reservoir Creek
- Rincon Creek
  - Casitas Creek
  - Sulphur Creek
  - Catharina Creek
- Los Sauces Creek
- Madrianio Creek
- Padre Juan Canyon
- Ventura River
  - Manuel Canyon
  - Cañada Larga
  - Cañada de Alisos
  - Coyote Creek
    - Lake Casitas
      - Laguna Creek
      - Willow Creek
      - Santa Ana Creek
        - Roble-Casitas Canal

      - Poplin Creek

    - Deep Cat Lake
    - East Fork Coyote Creek
    - West Fork Coyote Creek

  - Matilija Creek
    - Rattlesnake Creek
    - Lime Creek
    - Murietta Creek
    - Middle Fork Matilija Creek
    - Upper North Fork Matilija Creek

  - North Fork Matilija Creek
- Santa Clara River
  - Sespe Creek
  - Piru Creek
  - Castaic Creek
- Calleguas Creek
- Malibu Creek
- Ballona Creek
- Dominguez Channel

- Los Angeles River
  - Compton Creek
  - Rio Hondo
    - Santa Anita Wash

  - Arroyo Seco
  - Verdugo Wash
  - Burbank Western Channel
  - Tujunga Wash
    - Big Tujunga Creek
      - Lucas Creek

    - Little Tujunga Creek
    - Pacoima Wash

  - Bull Creek
  - Aliso Creek
    - Limekiln Canyon
    - Wilbur Canyon

  - Browns Canyon Wash
    - Diablo Canyon Creek
    - Mormon Canyon Creek

  - Bell Creek
    - Dayton Creek
    - Woolsey Canyon Creek

  - Arroyo Calabasas
    - Dry Creek
- San Gabriel River
  - Coyote Creek
    - Carbon Creek
    - Fullerton Creek
    - La Canada Verde Creek
      - La Mirada Creek

    - Brea Creek
    - Imperial Creek

  - East Fork San Gabriel River
  - West Fork San Gabriel River

- Santa Ana River
  - Huntington Beach Channel
    - Talbert Channel

  - Santiago Creek
    - Handy Creek
    - Black Star Canyon

  - Chino Creek
    - Mill Creek
    - San Antonio Creek

  - Temescal Wash
    - Coldwater Canyon Creek
    - Lake Elsinore
      - San Jacinto River
        - Salt Creek
        - Indian Creek
        - North Fork San Jacinto River
          - Logan Creek
          - Stone Creek
          - Black Mountain Creek
          - Fuller Mill Creek

        - South Fork San Jacinto River
          - Strawberry Creek
          - Hemet Lake
            - Herkey Creek

  - Lytle Creek
  - City Creek
  - Mill Creek
  - Bear Creek
- San Diego Creek
  - Sand Canyon Wash
  - Peters Canyon Wash
  - Bee Canyon Wash
  - Agua Chinon Wash
- Laguna Canyon
- Aliso Creek
  - Wood Canyon Creek
  - Sulphur Creek
- Salt Creek
- San Juan Creek
  - Arroyo Trabuco
    - Oso Creek

  - El Horno Creek
- Prima Deshecha Cañada
- Segunda Deshecha Cañada
- San Mateo Creek
  - Cristianitos Creek
  - Devil Canyon Creek
  - Bluewater Creek
  - Tenaja Creek
- San Onofre Creek
- Buena Creek
- Santa Margarita River
  - Temecula Creek
  - Murrieta Creek
- San Luis Rey River
  - West Fork San Luis Rey River
- San Dieguito River

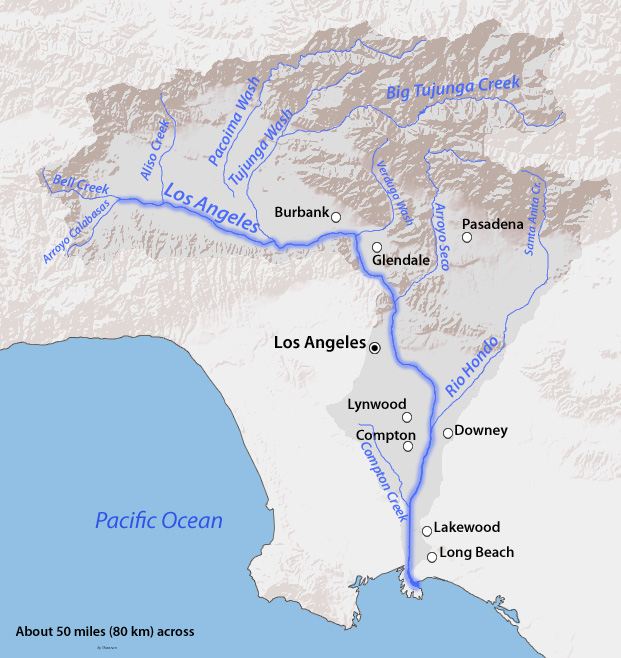
Stroomgebied van de Los Angeles River.

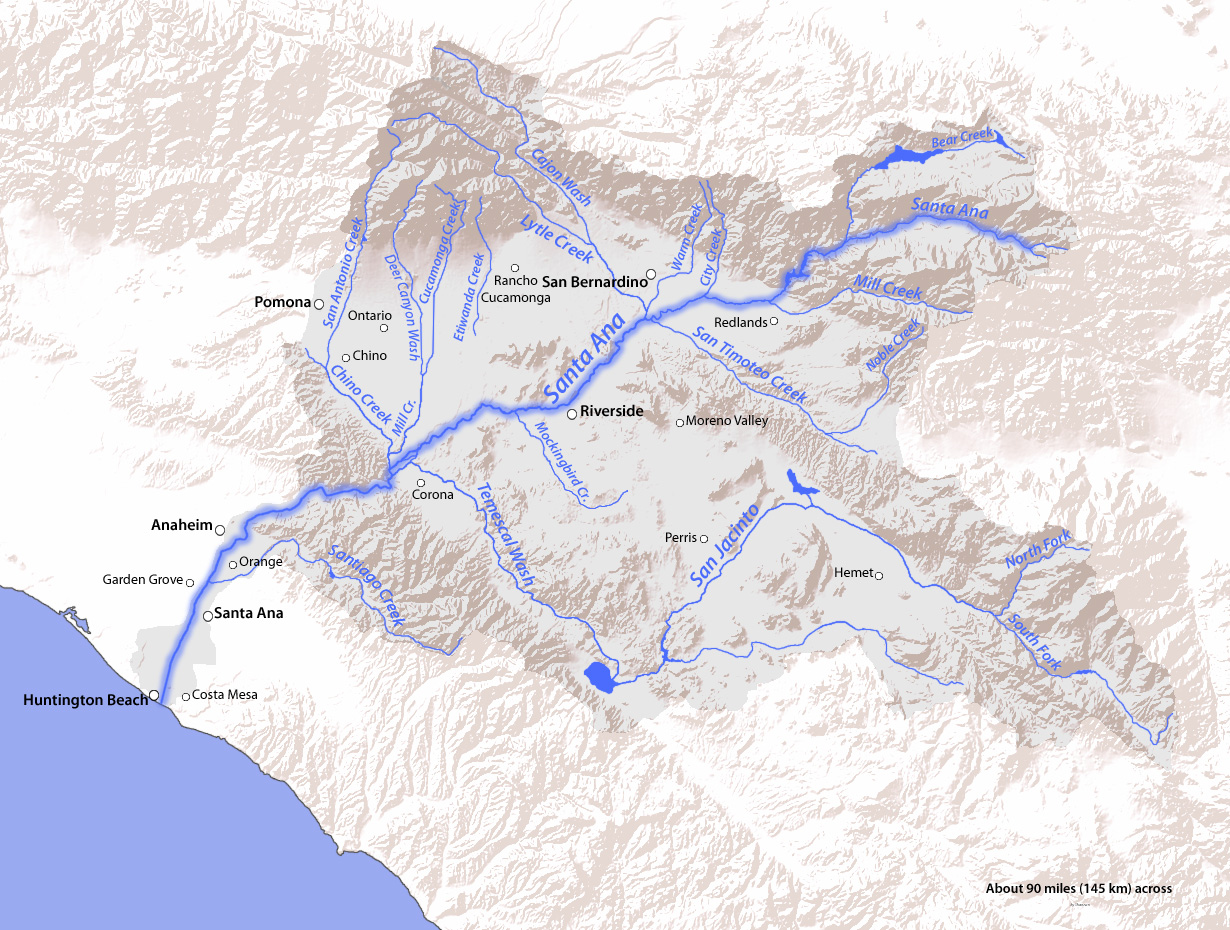
Stroomgebied van de Santa Ana.

- San Diego River (mondde vroeger uit in de Baai van San Diego)
  - Forester Creek
  - Los Coches Creek
  - San Vicente Creek
  - Chocolate Creek
  - Conejos Creek
  - Boulder Creek
  - Cedar Creek

Deze waterlopen monden - van noord naar zuid - uit in de Baai van San Diego:
- Chollas Creek
- Paradise Creek
- Sweetwater River
- Otay River

Er is één rivier die ten zuiden van de baai en ten noorden van de grens met Mexico in de oceaan uitmondt:
- Tijuana River

## Golf van Californië
Californische rivieren die in de Golf van Californië uitmonden zijn:
- Colorado River
  - Milpitas Wash
  - McCoy Wash
  - Gene Wash
  - Chemehuevi Wash
  - Piute Wash

## Carrizo Plain
Carrizo Plain is een grote ingesloten vallei: water verzamelt zich er in het Soda Lake.
- Wallace Creek

## Grote Bekken
Het Grote Bekken of Great Basin is een aaneengesloten gebied van vele kleine en grote endoreïsche bekkens, een gebied dat niet afwatert naar zee. Het is gelegen tussen de Rocky Mountains en de Sierra Nevada. De waterlopen in dit gebied leiden dus niet naar de zee, maar naar meren of (zout)vlaktes.

### Noordoosten

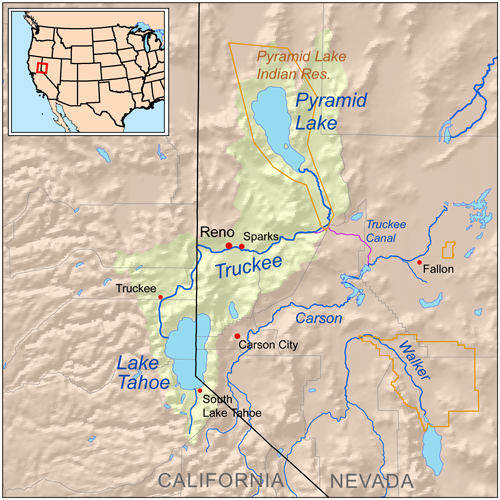
Stroomgebied van de Truckee in Californië en Nevada.

Deze waterlopen uit het Grote Bekken bevinden zich in het oosten van de staat, ten zuiden van Oregon en ten noorden van Mono Lake:
- Lost River (grotendeels in Oregon)
- Susan River
- Truckee River
  - Trout Crek
  - Lake Tahoe loopt uit in de Truckee;
    - Griff Creek
    - Trout Creek
    - Upper Truckee River
    - Taylor Creek
    - Meeks Creek
    - Ward Creek

  - Martis Creek
  - Little Truckee River
- Carson River (in Nevada)
  - East Fork Carson River
  - West Fork Carson River
- Walker River (in Nevada)
  - East Walker River
  - West Walker River
    - Little Walker River

### Mono Lake
Onderstaande waterlopen monden, tegenwijzerzin en beginnende in het noorden, uit in het zoute en endoreïsche Mono Lake:
- Cottonwood Creek
- Rancheria Gulch
- Wilson Creek
- Mill Creek
  - Deer Creek
  - South Fork Mill Creek
    - Lake Canyon Creek
- Dechambeau Creek
- Lee Vining Creek
  - Beartrack Creek
  - Gibbs Canyon Creek
  - Warren Fork
  - Mine Creek
    - Glacier Canyon Creek

  - Saddlebag Creek
- Rush Creek
  - Walker Creek
  - Parker Creek
  - Alger Creek
  - Reversed Creek
    - Fern Creek
    - Yost Creek

  - Crest Creek
- Dry Creek

### Zuidoosten

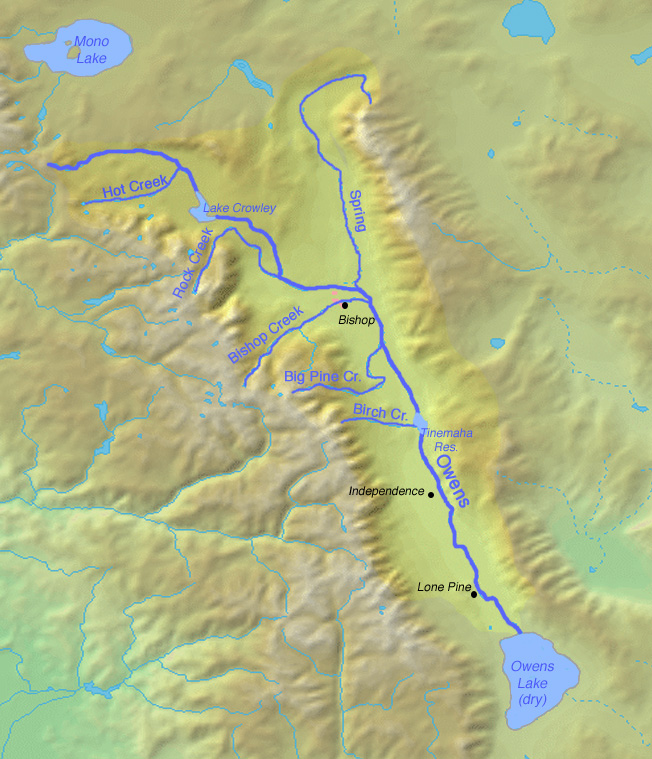
Kaart met het stroomgebied van de Owens River, ten zuidoosten van Mono Lake. Door de bouw van het Los Angeles Aqueduct is het Owens Lake, waar de rivier uitmondt, drooggevallen.

Waterlopen in het Grote Bekken ten zuiden van Mono Lake zijn:
- Amargosa River
- Owens River
  - Lone Pine Creek
  - Big Pine Creek
  - Bishop Creek
  - Rock Creek
    - Pine Creek
      - Morgan Creek

  - Hot Creek
  - Deadman Creek
- Cache Creek
- Mojave River
  - West Fork Mojave River
  - Deep Creek
- Little Rock Creek
- Big Rock Creek

### Salton Sea

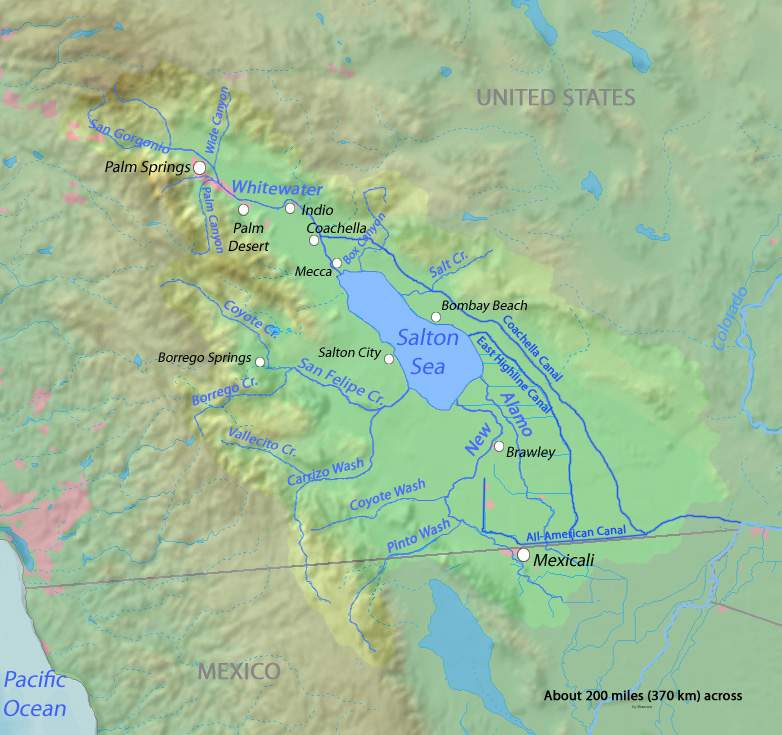
Stroomgebied van de Salton Sea in Zuid-Californië.

Onderstaande waterlopen monden uit in het endoreïsche zoutmeer Salton Sea:
- Alamo River
- New River
- Whitewater River
  - San Gorgonio River
- Salt Creek

Alabama · Alaska · Arizona · Arkansas ·  Californië · Colorado · Connecticut · Delaware · Florida · Georgia · Hawaï · Idaho ·  Illinois · Indiana · Iowa · Kansas · Kentucky · Louisiana · Maine · Maryland · Massachusetts · Michigan · Minnesota · Mississippi · Missouri · Montana · Nebraska · Nevada · New Hampshire · New Jersey · New Mexico · New York ·  North Carolina · North Dakota · Ohio · Oklahoma · Oregon · Pennsylvania · Rhode Island · South Carolina · South Dakota · Tennessee · Texas · Utah · Vermont · Virginia · Washington (staat) · Washington D.C. · West Virginia · Wisconsin · Wyoming
Hoofdstad: Sacramento
Regio's: Antelope Valley · Big Sur · Cascade Range · Central Coast · Central Valley · Channel Islands · Coachella Valley · Conejo Valley · Cucamonga Valley · Death Valley · East Bay · East County · Emerald Triangle · Gold Country · Greater Los Angeles · Grote Bekken · Imperial Valley · Inland Empire · Klamath Basin · Lake Tahoe · Los Angeles Basin · Lost Coast · Mojave · Mountain Empire · Noord-Californië · North Bay · North Coast · North County · Oost-Californië · Owens Valley · Oxnard Plain · San Francisco Peninsula · Pomona Valley · Sacramento Valley · San Bernardino Valley · San Diego–Tijuana · San Fernando Valley · San Francisco Bay Area · San Gabriel Valley · San Joaquin Valley · Santa Clara Valley · Santa Clarita Valley · Shasta Cascade · Sierra Nevada · Silicon Valley · South Bay (LA) · South Bay (SD) · South Bay (SF) · South Coast · Southern Border Region · Upstate California · Wine Country · Yosemite · Zuid-Californië
Metropolitane gebieden: Bakersfield · Chico · Fresno · Los Angeles-Long Beach-Glendale · Modesto · Napa · Oakland-Fremont-Hayward · Oxnard-Thousand Oaks-Ventura · Riverside-San Bernardino-Ontario · Sacramento-Roseville · Salinas · San Diego-Carlsbad-San Marcos · San Francisco-San Mateo-Redwood City · San Jose-Sunnyvale-Santa Clara · San Luis Obispo-Paso Robles · Santa Ana-Anaheim-Irvine · Santa Barbara-Santa Maria · Santa Cruz-Watsonville · Santa Rosa-Petaluma · Stockton · Vallejo-Fairfield · Visalia-Porterville · Yuba City
County's: Alameda · Alpine · Amador · Butte · Calaveras · Colusa · Contra Costa · Del Norte · El Dorado · Fresno · Glenn · Humboldt · Imperial · Inyo · Kern · Kings · Lake · Lassen · Los Angeles · Madera · Marin · Mariposa · Mendocino · Merced · Modoc · Mono · Monterey · Napa · Nevada · Orange · Placer · Plumas · Riverside · Sacramento · San Benito · San Bernardino · San Diego · San Francisco · San Joaquin · San Luis Obispo · San Mateo · Santa Barbara · Santa Clara · Santa Cruz · Shasta · Sierra · Siskiyou · Solano · Sonoma · Stanislaus · Sutter · Tehama · Trinity · Tulare · Tuolumne · Ventura · Yolo · Yuba
Portaal Californië